# Lily Gladstone
Lily Gladstone (* 2. srpna 1986 Kalispell, Montana, USA) je americká herečka. Za ztvárnění Mollie Kyle z kmene Osadžů ve filmu Martina Scorseseho Zabijáci rozkvetlého měsíce (2023) získala několik ocenění, včetně Zlatého glóbu za nejlepší ženský herecký výkon v dramatu, ceny Sdružení filmových a televizních herců za nejlepší ženský herecký výkon v hlavní roli a nominaci na Oscara.

## Dětství
Narodila se 2. srpna 1986 v Kalispellu v Montaně a vyrůstala v rezervaci Blackfeet. Po otci pochází z rodů původních obyvatel Severní Ameriky, Piegan Blackfeet a Nez Perce, a po matce má evropský původ. Po absolvování University of Montana se začala věnovat herectví a divadlu utlačovaných, a později učila herectví v indiánských komunitách.

## Kariéra
Debutovala ve filmu Jimmy P (2012) a poté si zahrála ve filmech Winter in the Blood (2012) a Buster's Mal Heart (2016). Její kariérní průlom přišel rolí Jamie, farmářky, ve filmu Certain Women (2016) režisérky Kelly Reichardt. Za tuto roli získala ocenění za nejlepší herečku ve vedlejší roli od Los Angeles Film Critics Association a Boston Society of Film Critics. Také byla nominována na Independent Spirit Awards a Gotham Awards.
Kromě filmů se věnovala také divadlu. V roce 2014 hrála Kate Keller v inscenaci The Miracle Worker s Montana Repertory Theatre. V roce 2017 byla členkou hereckého souboru Oregon Shakespeare Festival a o tři roky později účinkovala v divadelní produkci hry Manahatta v Yale Repertory Theatre. V roce 2019 měla menší roli ve filmu První kráva a v roce 2022 získala ocenění Gotham Awards za hlavní roli ve filmu The Unknown Country od režisérky Morrisy Maltz.
Větší kariérní průlom přišel s hlavní rolí Mollie Kyle ve filmu Zabijáci rozkvetlého měsíce (2023) režiséra Martina Scorseseho, který byl uveden do kin v říjnu 2023. Její výkon byl kritiky oceňován a v lednu 2024 získala Zlatý glóbus za nejlepší ženský herecký výkon v dramatu a v únoru poté cenu cenu SAG za nejlepší ženský herecký výkon v hlavní roli. Ve stejné kategorii získala také nominaci na Oscara a Critics' Choice Movie Awards.
Na začátku roku 2023 měla hlavní roli ve filmu Fancy Dance, který měl premiéru na Sundance Film Festivalu. Film byl distribuován globálně prostřednictvím Apple TV+. V roce 2024 hrála v kriminální minisérii Pod Mostem. Její výkon jí vynesl nominaci na cenu Primetime Emmy za nejlepší herečku ve vedlejší roli v minisérii nebo televizním filmu.